# Wolfgang Hey
Wolfgang Hey (* 21. März 1940 in Herrstein) ist ein ehemaliger deutscher Politiker (SPD) sowie Schriftsteller.

## Leben und Beruf
Hey absolvierte nach dem Schulbesuch sowie dem Wehrdienst die Ausbildung im gehobenen Verwaltungsdienst, die er 1966 als Diplom-Verwaltungswirt abschloss.

## Politik
1991 wurde Hey zum Bürgermeister der Verbandsgemeinde Herrstein gewählt. 1995 kandidierte Hey für das Amt des Landrats im Landkreis Birkenfeld. Bei der Wahl am 5. Februar 1995, der ersten Direktwahl eines Landrats in Rheinland-Pfalz, setzte er sich mit 60,7 Prozent durch, unter anderem gegen Hans Jürgen Machwirth (CDU). Das Amt des Landrats bekleidete er bis 2003.

## Engagement
Hey bekleidete zahlreiche Ehrenämter. So war er ehrenamtlicher Leiter der Volkshochschule in Fischbach und Vorsitzender des Kreisverbands des Deutschen Roten Kreuzes. Außerdem engagierte er sich im Kunstverein Obere Nahe und setzte sich für die Restaurierung des historischen Ortskerns von Herrstein sowie des Oldenburgischen Schlosses ein, das bis heute als Sitz des Landratsamtes dient. Ebenso gehörte er dem Förderverein des Kupferbergwerks Fischbach an, zeitweise war er dessen Vorsitzender. Mithilfe des Vereins wurde die Kupfermine zum ersten Besucherbergwerk in Rheinland-Pfalz umgebaut. Außerdem baute Hey von 2015 bis 2017 ein historisches Archiv für Herrstein und Umgebung auf, von 2016 bis 2019 war er für die Neugestaltung und Erweiterung des Historischen Museums in Herrstein zuständig.

## Ehrungen
2020 wurde Hey mit dem Bundesverdienstkreuz am Bande geehrt.